# 유구 (경성경후)
유구(劉歐, ? ~ ?)는 전한 후기의 제후로, 하간헌왕의 손자이다.

## 생애
원강 4년(기원전 62년), 아버지 유옹의 뒤를 이어 경성후(景成侯)에 봉해졌다. 시호를 경(頃)이라 하였고, 작위는 아들 유우가 이었다.

## 출전
- 반고, 《한서》 권15하 왕자후표 下

| 선대 아버지 경성원후 유옹 | 전한의 경성후 기원전 62년 ~ ? | 후대 아들 경성희후 유우 |